# Вол Лејк (Ајова)
Вол Лејк (енгл. Wall Lake) град је у америчкој савезној држави Ајова. По попису становништва из 2010. у њему је живело 819 становника.

## Демографија
Према попису становништва из 2010. у граду је живело 819 становника, што је -22 (-2.6%) становника више него 2000. године.
| Група             | 2000.       | 2010.       |
| Белци             | 825 (98,1%) | 816 (99,6%) |
| Афроамериканци    | 1 (0,1%)    | 0 (0,0%)    |
| Азијати           | 1 (0,1%)    | 1 (0,1%)    |
| Хиспаноамериканци | 1 (0,1%)    | 1 (0,1%)    |
| Укупно            | 841         | 819         |